# Val Sabbia
Het Val Sabbia is een dal in de Noord-Italiaanse regio Lombardije (provincie Brescia).  Het dal, dat is uitgesleten door de rivier de Chiese die ontspringt in het dal Val di Daone in de provincie Trente. De Vallei loopt van de Povlakte, iets ten oosten van de stad Brescia, tot het Idromeer.
Het zuidelijkste deel van het dal is dichtbevolkt en sterk geïndustrialiseerd. Dit deel grenst in het oosten aan het morenenamfitheater van het Gardameer. Het noordelijkere deel van de vallei is dunner bevolkt, de plaatsen zijn er vaak nog authentiek. Het ongerepte Parco Regionale dell' Alto Garda Bresciano scheidt het dal hier van het drukbezochte Gardameer. 
Het toerisme in het Valle Sabbia concentreert zich vrijwel helemaal rondom het Idromeer dat vooral bij Nederlanders erg populair is. Het meer is een beetje opgestuwd ten behoeve van elektriciteitswinning. Boven de plaats Anfo ligt een robuust Venetiaans vestingswerk uit de 15de eeuw.  Ten westen van het meer ligt Bagolino waar 's winters op bescheiden schaal geskied en gelanglaufd kan worden. Vanuit deze plaats leidt de weg SS699 via de Croce Dominiipas naar het naastgelegen dal Val Camonica.

## Belangrijkste plaatsen
- Gavardo (10.765  inw.)
- Vestone (4224 inw.)
- Idro (1694 inw.)

## Hoogste bergtop
- Dosso Alto (2065 m)
- Monte Meghe (1801 m)